# Les Hirondelles d'hiver
Pour l’article homonyme, voir Les Hirondelles d'hiver (téléfilm).
Les Hirondelles d'hiver est un roman de Jean-Luc Michaux paru en 1999.

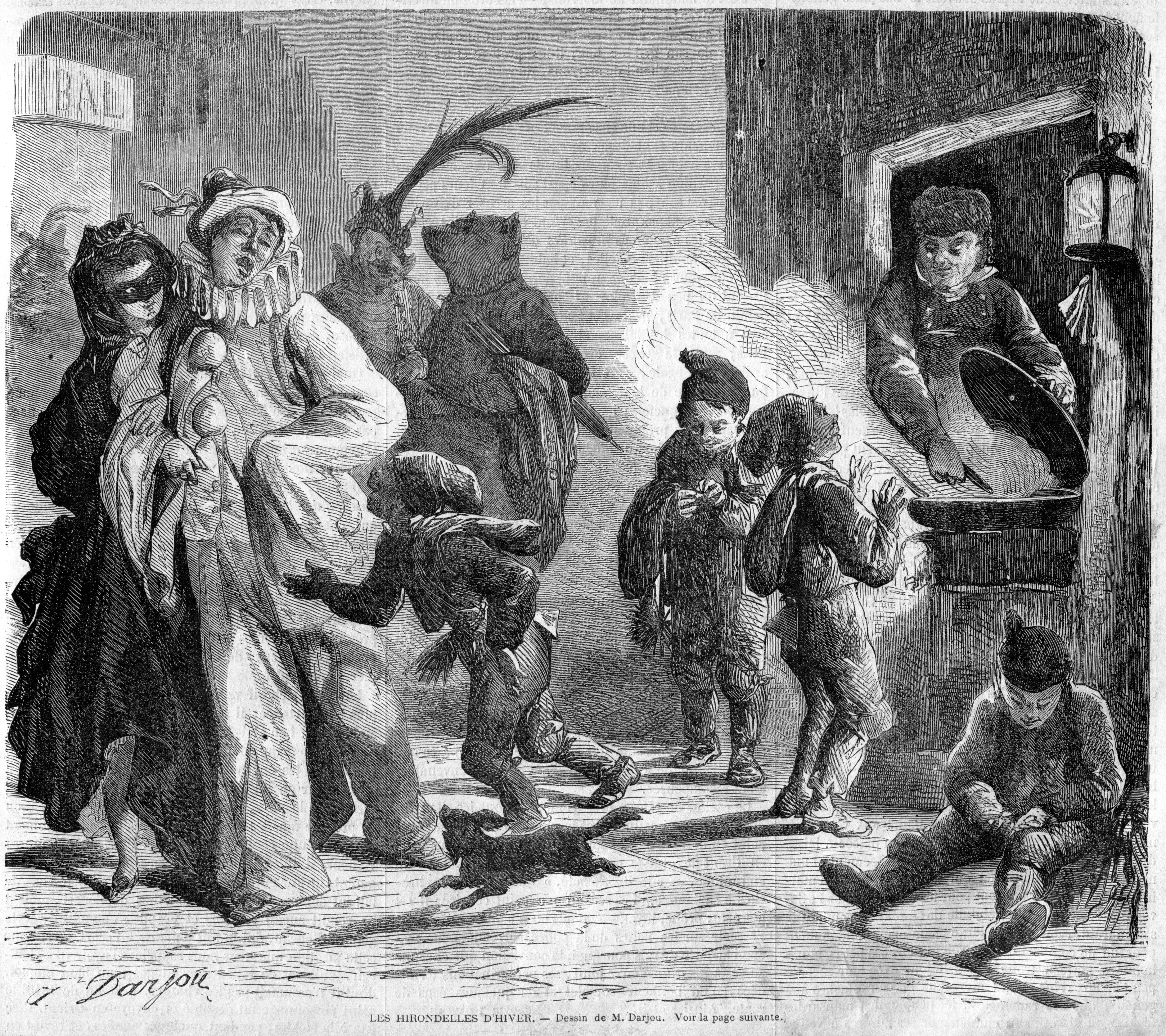
Les hirondelles d'hiver, gravure de Darjou dans L'Illustration, février 1862.

Le roman est inspiré des « hirondelles d'hiver », surnom donné au milieu du XIXe siècle, par allusion aux migrations, aux ramoneurs (souvent aussi quêteurs d'un petit sou), mais aussi aux marchands de marrons qui arrivent dans les villes vers le milieu du mois de novembre.   

## Résumé
Fin du XIXe siècle en Savoie, le maître ramoneur Rattenfänger, et son second, Hérisson, font la tournée des petits villages pour trouver leur équipe : ils recrutent enfants et adolescents, contre quelques sous. Pendant six mois, ces jeunes vont marcher, de villes en villes, et apprendre le dur métier de ramoneur. Entre les brûlures, la suie dans les poumons, la faim, les guerres de "territoires", ces jeunes vont également apprendre à se connaître, à se faire confiance, et à s'aimer...

## Éditions
- Jean-Luc Michaux, Les Hirondelles d'hiver, Robert Laffont, 1999  (ISBN 2221090861) /  (ISBN 9782221090862) [2]

## Adaptation
André Chandelle en a tiré un téléfilm en 1999.